# شوفان (جنس)
الشُّوْفَان أو خَرْطَال أو هرطمان (باللاتينية: Avena) جنس نباتات عشبية حولية برية وزراعية من الفصيلة النجيلية.
أهم أنواعه الشوفان المزروع الذي يعد من محاصيل العلف الرئيسية. أنواعه المعروفة منتشرة في جميع الأصقاع. تتميز بقلة الأشطاء وباستطالة العناقيد الزهرية الفرقة التجميع. سوقها جوفاء، أوراقها متعاقبة غمدية عصفية النصل.

## من أنواعهالواطنةفيالوطن العربي
- شوفان عقيم (باللاتينية: Avena sterilis) في بلاد الشام ومصر والمغرب العربي والقوقاز ومعظم مناطق أوروبا
- شوفان فارغ (باللاتينية: Avena fatua) في بلاد الشام ومصر والمغرب العربي ومعظم مناطق أوروبا